# Thélis Vachon
Pour les articles homonymes, voir Vachon.
Jean Joseph Thélis Vachon, né le 13 décembre 1893 à Dole (Jura), mort le 14 octobre 1918 à Villers-Daucourt (Marne), est un aviateur de la Première Guerre mondiale, capitaine chef d'escadrille français, mort pour la France à 24 ans. Héros de l'aviation d'observation, il fut surnommé « le Guynemer de l'observation ».

## Biographie
Issu d'une vieille famille lyonnaise, Joseph, Jean, Thélis Vachon est le fils de Maurice Joseph Jean Martin Vachon, capitaine de cavalerie, en garnison à Dole (Jura), et de Jeanne Marie Caroline Barba.
À la mort de son père en 1901, sa mère part s'installer à Saint-Brieuc avec ses six enfants, se rapprochant ainsi de sa sœur, qui habite alors à Morlaix. Après de brillantes études au collège Saint-Charles de Saint-Brieuc, il est refusé à l'École navale en raison d'une légère myopie. Il part alors un an et demi en Angleterre avant d'embarquer à la Compagnie générale transatlantique. Classe 1911, recrutement de Saint-Brieuc (35) sous le no  matricule 111. Engagé volontaire pour 3 ans au 50e régiment d'artillerie de campagne, le 8 octobre 1912, est nommé brigadier, le 10 février 1913, puis maréchal des logis, le 27 septembre 1913. Élève officier de réserve, le 1er octobre 1913, est nommé sous-lieutenant au 62e régiment d'artillerie de Campagne, le 1er avril 1914. Toujours dans cette unité lors de la mobilisation générale du 2 août 1914 et désirant effectuer son service militaire au plus vite, il s’engage le 8 octobre 1912, à 18 ans, et passe son examen d’élève-officier de réserve. Il termine son temps comme sous-lieutenant lorsque la guerre éclate.
Le 2 août 1914, veille de la déclaration de guerre de l'Allemagne à la France, il est mobilisé au 62e régiment d'artillerie de campagne. Passé à l'aviation le 1er mars 1915 comme observateur (escadrilles C 34 - C 42 - F 58 - F 41 - F 35 - F 5 - F 7 - F 50 - F 71 - C 104 - F 44 - C 21 - F 60), il obtient au front son brevet de pilote militaire (no 2969) le 14 mars 1916 et l'Insigne de pilote militaire no B 2018 décerné le 5 décembre 1916. Il n'a pas 24 ans lorsqu'il est nommé commandant d'escadrille, le 17 novembre 1917. Il restera à la tête de l'escadrille SOP 39 (qui devient SAL 39 le 14 février 1918) jusqu'à sa mort, le 14 octobre 1918.
Bien qu'appartenant à l'aviation d'observation et ayant à ce titre pour principale mission le réglage de l'artillerie, le capitaine Vachon compte néanmoins 35 combats, dont un avion ennemi abattu. Dans Dames de Californie, Kessel relate qu'en octobre 1918, le capitaine Vachon a déjà été descendu huit fois, chiffre confirmé par un témoignage du lieutenant Trimier. Il apparaît dans le roman de Joseph Kessel, L'Équipage sous les traits de Gabriel Thélis.
Moins d'un mois avant la fin de la guerre, le 14 octobre 1918, le capitaine Vachon est attaqué par trois chasseurs allemands alors qu'il survole l'Argonne lors d'un vol de repérage. Il est atteint par une balle qui lui traverse le poumon. Avant de mourir, il parvient à poser son avion au sud-est du bois de Cernay, sauvant ainsi son observateur du crash.
Mort et blessés aux combats
Cne Thélis Vachon - pilote
S/t Georges Gavoret - Observateur
Les deux hommes d'équipage blessés aux combats au Sud du bois Noyon, à bord d'un Salmson 2A2. Le pilote est décédé des suites de ses blessures à l'ambulance 18 à l'hôpital de Villers d'Aucourt (51).

## Décorations
- Légion d'honneur :
  - Chevalier - 28 décembre 1916[6];
  - Officier, il reçoit la rosette sur son lit de mort[7] (arrêté du 10 mars 1919[6]).
- Croix de Guerre 14-18.
- Dix citations[1] (dont 3 citations à l'ordre de l'armée en août 1915, le 28 décembre 1916, le 2 mars 1917 ; une citation à l'ordre du corps d'armée en septembre 1916; 3 citations à l'ordre de la division en juillet 1916, juillet 1917, septembre 1917).

Citations
- Citation à l'ordre de l'armée en date du 19 septembre 1915 :

D'une grande énergie et d'un grand courage rendant journellement les plus grands services. Le 9 août 1915, ils ont provoqué l'admiration de toute une division en achevant un réglage de tir malgré le feu intense et ajuste des canons ennemis qui ont tiré sur eux plus de 140 obus. Le 8 septembre 1915 au cours d'un réglage ont reçu un obus de plein fouet qui a traversé leur appareil l'obligeant à une descente rapide que l'habileté seule du pilote a empêché d'être fatale.
- Citation à l'ordre de l'armée en date du 28 décembre 1916 :

Vaillant officier qui a donné de nombreuses preuves de son courage et de son énergie. Le 2 décembre 1916, au cours d'un réglage, s'est porté au secours d'un camarade attaqué par 2 avions allemands et a attiré sur lui le feu de l'ennemi, après avoir dérouté lui-même l'adversaire qui le poursuivait, a continué l'accomplissement de sa mission bien que son appareil ait été très gravement atteint par les balles et que sa mitrailleuse ait été rendu inutilisable. Déjà 9 fois cité à l'ordre.
- Citation à l'ordre du régiment, en date du 25 avril 1918 :

Excellent chef d'escadrille possédant au plus haut point des qualités de courage et son sang-froid. Toujours en tête de ses missions aériennes a eu à maintes reprises son appareil gravement par des éclats d'obus et les balles de mitrailleuses. Attaqué par une patrouille de trois avions ennemis, a réussi à abattre l'un d'eux à mettre en fuite les deux autres.

## Hommages
Dans son roman L'Équipage, à travers le personnage du capitaine Gabriel Thélis, Joseph Kessel rend hommage à celui qui fut son chef d'escadrille et qui fut surnommé « le Guynemer de l'observation ». Il lui rend à nouveau un vibrant hommage en introduction de Dames de Californie, en le désignant cette fois-ci par son vrai nom Thélis Vachon.
« L'âge, la beauté du visage aussi romantique que l'admirable prénom, les qualités d'homme, de pilote et de chef que devait posséder ce capitaine à peine majeur pour qu'on lui eût confié la responsabilité d'une escadrille dont la réputation était parvenue dans les tranchées qui défendaient Reims, tout concourait à ce que Joseph Kessel, épris d'aventure et d'épopée, ressentit pour cet être d'exception un coup de foudre. » Yves Courrière, Joseph Kessel, ou, Sur la piste du lion, t. 1, Paris, Plon, coll. « Presses pocket » (no 2633), 1985, 649 p. (ISBN 2266016849 et 978-2-259-01299-7), p. 138.
« Le capitaine Thélis domine le groupe par sa pureté morale et sa noblesse de cœur qui font de lui un preux dans la plus pure tradition chevaleresque. » Maurice Rieuneau, Guerre et révolution dans le roman français de 1919 à 1939, Paris, Klincksieck, 1974, 627 p. (ISBN 978-2-252-01687-9, OCLC 954252650), p. 145.